# Pseudogalepsus nigricoxa
Pseudogalepsus nigricoxa är en bönsyrseart som beskrevs av Max Beier 1954. Pseudogalepsus nigricoxa ingår i släktet Pseudogalepsus och familjen Tarachodidae. Inga underarter finns listade i Catalogue of Life.